# 스트레인저 무황인담
《스트레인저 무황인담》(일본어: ストレンヂア 無皇刃譚, SWORD OF THE STRANGER)은 2007년 9월 29일 개봉한 극장용 애니메이션 영화이다.
극장판 《카우보이 비밥 천국의 문》등 액션 중심의 애니메이션 제작에 정평이 나있는 애니메이터이자 연출가인 안도 마사히로가 처음으로 감독을 맡은 극장 영화이며, 제작은 《강철의 연금술사 - 샴발라의 정복자》, 인기를 끌었던 수많은 TV 애니메이션 시리즈를 다루었던 본즈가 담당하였다. 주연 목소리 연기에는 성우로는 처음 도전하는 배우 나가세 토모야와 치넨 유리, 그 외 유명 배우인 다케나카 나오토 등을 캐스팅하여 화제가 되었다.
도쿄 국제 애니메이션 페어 2003의 본즈 부스에서 1분 분량의 파일럿 필름을 〈무황인담〉이라는 제목으로 처음 공개하였다. 이후 매년 조금씩 편집한 파일럿 필름을 공개하다가, 2006년부터는 본격적으로 극장용 애니메이션 제작을 시작하였다.
제목의 스트레인저는 이방인(Stranger)을 의미하는데, 제목 그대로 이방인과의 싸움이 전개되는 일본의 시대극 영화이다.

## 줄거리
천하를 다스릴 자를 잃은 채 각 지역마다 군웅이 할거하는 전란의 전국 시대. 중국 명나라로부터 가족을 잃은 소년 코타로가 바다를 건너 일본에 도착한다. 수행차 명나라로 건너간 쇼안 스님이 고아인 그를 거두어 준 것이다. 코타로가 모르고 있는 몸 속의 숨겨진 비밀을 찾고자 명나라가 파견한 수수께끼 자객 집단도 일본에 상륙하면서 이야기가 시작된다.
자객 집단의 추적으로 쇼안 스님의 보호도 받을 수 없게 되어 외톨이가 된 코타로는 강아지 토비마루와 함께 쇼안 스님이 말한 사형 젯카이가 있는 만각사로 향하던 도중, 어떤 사건으로 스스로의 이름과 함께 칼을 버린 이름 없는 무사와 만난다. 만난 지 얼마 되지 않아 자객 집단의 습격을 받게 되는 것을 계기로, 이름 없는 무사는 코타로의 경호원으로 고용된다. 둘은 처음에는 서로에게 반감을 느끼지만 조금씩 서로를 신뢰하게 된다.
한편 그들을 쫓는 자객 집단의 두목 뱌쿠란은 아카이케 성의 영주와 동맹을 하면서, 수상한 의식의 준비를 차근차근 진행한다. 이름 없는 무사와 자객 집단의 최강 검사 라로우의 싸움도 시간이 지나면서 결정의 순간이 다가오게 된다.

## 등장인물
- 이름 없는 무사 (성우 : 나가세 토모야)

이름과 함께 모든 과거를 버린 검사. 뛰어난 검 실력을 가지고 있지만 자신의 검을 쉽게 뽑지 못하도록 장치를 해놓았다. 코타로와 만나면서 그의 경호원으로 고용된다.
- 코타로 (성우 : 치넨 유리)

명나라의 자객 집단에게 쫓기는 수수께끼의 소년. 이름 없는 무사와 만나 그의 호위를 받으며 여행하게 된다. 강아지 토비마루와 함께 만각사를 향해 가고 있다.
- 쇼안 스님 (성우 : 다케나카 나오토)

명나라에서 고아인 코타로를 일본으로 데리고 온 승려.

### 명나라 자객 집단
- 라로우 (성우 : 야마데라 코이치)

뱌쿠란을 따라 자객 집단을 지휘하는 금발의 검사. 일본 원정을 하찮게 생각하고 있다. 서양 출신으로 생각되며, 이름 없는 무사의 적수가 된다.
- 뱌쿠란 (성우 : 이이 아츠시)

명나라 황제의 밀명을 받아 중국에서 자객 집단을 인솔해 일본으로 상륙한 노인. 황제에게는 절대적 충성을 맹세하고 있지만, 부하들은 그를 수구로 밖에 생각하지 않고 있다. 코타로의 뒤를 쫓고 있다.
- 후우고 (성우 : 노지마 히로후미)

자객 집단 중 한 명. 라로우를 동경하여 지극히 따른다.
- 스이신 (성우 : 후쿠하라 코헤이)

무장 집단 중 한 명. 후우고와 함께 행동한다.

### 그 외 인물
- 이타도리 쇼겐 (성우 : 오오츠카 아키오)

아카이케의 중신. 상당한 검 실력을 가지고 있으며, 은밀한 야망을 가지고 있다. 이름 없는 무사와 인연이 있다.
- 영주

아카이케의 영주. 돈을 받고 자객 집단과 손을 잡는다. 목적은 명확히 밝혀져 있지 않다.
- 이누이 쥬로타 (성우 : 미야노 마모루)

이타도리 쇼겐의 부하로 활 솜씨가 뛰어나다. 하기히메를 좋아하나 신분 차이로 고민에 빠져있다.
- 하기히메 (성우 : 사카모토 마아야)

아카이케 영주의 외동딸. 아름답고 상냥하며 재주가 좋아 많은 칭송을 받으며, 거문고를 연주하는 것을 즐긴다. 쇼겐을 믿고 의지한다.